# Braunia squarrulosa
Braunia squarrulosa är en bladmossart som beskrevs av C. Müller 1879. Braunia squarrulosa ingår i släktet Braunia och familjen Hedwigiaceae. Inga underarter finns listade i Catalogue of Life.